# Liste der Naturdenkmale in Potsdam
Die Liste der Naturdenkmale in Potsdam nennt die in Potsdam ausgewiesenen Naturdenkmale.

## Legende
In den Spalten befinden sich folgende Informationen:
- Nr.: Identifizierungsnummer nach veröffentlichter Liste. Sie wird von der unteren Naturschutzbehörde des Landkreises oder der kreisfreien Stadt vergeben. Wenn sie bekannt ist, wird sie angegeben. In dieser Spalte kann sich zusätzlich das Wort Wikidata befinden, der entsprechende Link führt zu Angaben zu diesem Naturdenkmal bei Wikidata.
- Bezeichnung: Benennung des Naturdenkmals, in der Regel wird bei Bäume die Baumart genannt. Bekannte Eigennamen werden mit angegeben.
- Gemarkung: Ort oder Gemarkung, in der sich das Naturdenkmal befindet
- Lage: Nennt die Lage des Naturdenkmals im jeweiligen Ortsteil und die geografischen Koordinaten des Naturdenkmals. Link zu einem Kartenansichtstool, um Koordinaten zu setzen. In der Kartenansicht sind Naturdenkmale ohne Koordinaten mit einem roten beziehungsweise orangen Marker dargestellt und können in der Karte gesetzt werden. Denkmale ohne Bild sind mit einem blauen bzw. roten Marker gekennzeichnet, Denkmale mit Bild mit einem grünen beziehungsweise orangen Marker.
- Beschreibung: die Beschreibung des Naturdenkmales
- Schutzzweck: Erläutert den Grund der Unterschutzstellung
- Bild: Zeigt ein Bild des Naturdenkmales und gegebenenfalls ein Link zu weiteren Fotos im Medienarchiv Wikimedia Commons

| Bild                                    | Bezeichnung                                           | Lage | Beschreibung | Schutzzweck                                                                         | Nummer |
| --------------------------------------- | ----------------------------------------------------- | --- | --- | ----------------------------------------------------------------------------------- | ------ |
| Direkt Bild zu diesem Denkmal hochladen | Linde in Fahrland                                     | Ketzinerstraße 37, 14476 Potsdam; Flur 2, Flurstück 24 (52° 28′ 29,5″ N, 12° 59′ 48,6″ O) | Linde (Tilia spec.) - Umfang: 383 m | Landeskundliche Bedeutung, Schönheit, Eigenart und Seltenheit                       | 1      |
| Fotos hochladen                         | Stiel-Eiche bei Marquardt                             | 14476 Marquardt, nordwestlich der Kreuzung B 273 / Eisenbahntrasse; Flur 1, Flurstück 40/4 (52° 28′ 1,2″ N, 12° 58′ 2,1″ O)                                                                                        | Stiel-Eiche (Quercus robur) - Umfang: 360 m                                                                                                | Landeskundliche und naturgeschichtliche Bedeutung, Schönheit und Seltenheit         | 2      |
| BW                                      | Winter-Linde in Groß Glienicke                        | Dorfstraße 12, 14476 Groß Glienicke; Flur 17, Flurstück 32 (52° 28′ 10″ N, 13° 6′ 30,4″ O) | Winter-Linde (Tilia cordata) - Umfang: 475 m                                                                                               | Landeskundliche und naturgeschichtliche Bedeutung, Schönheit und Seltenheit         | 3      |
| BW                                      | Flatter-Ulmen am Sacrow-Paretzer Kanal                | Gutsgartenweg, 14469 Potsdam; Flur 4, Flurstück 8 und 9 (52° 26′ 35,8″ N, 13° 2′ 51,4″ O) (52° 26′ 35,5″ N, 13° 0′ 46,1″ O)                                                                                        | Flatter-Ulmen (Ulmus laevis) - Umfang: 400 und 410 m                                                                                       | Wissenschaftliche Bedeutung, Schönheit und ihre Eigenart                            | 4      |
| BW                                      | Weiße Maulbeerbäume am Großen Heineberg               | Am Heineberg, 14469 Potsdam; Flur 8, Flurstück 15 und 16 (52° 25′ 54,5″ N, 12° 59′ 19,3″ O) | Weiße Maulbeerbäume (Morus alba) - Umfang: 300 m                                                                                           | Landeskundliche Bedeutung, Seltenheit und Eigenart                                  | 5      |
| BW                                      | Trauben-Eiche in Bornim                               | Potsdamer Straße 106 a, 14469 Potsdam; Flur 9, Flurstück 107 (52° 25′ 20,4″ N, 13° 0′ 6″ O) | Trauben-Eiche (Quercus petraea), abgestorben - Umfang: 500 m                                                                               | Landeskundliche und wissenschaftliche Bedeutung und Schönheit                       | 6      |
| BW                                      | Esskastanien am Großen Heineberg                      | Am Heineberg, 14469 Potsdam; Flur 2, Flurstück 319 (52° 26′ 3″ N, 12° 59′ 4,8″ O) | Edelkastanie (Castanea sativa) - Umfang: 320 und 360 m                                                                                     | Landeskundliche Bedeutung und Seltenheit                                            | 7      |
| BW                                      | Winter-Linden in Nattwerder                           | Nattwerder Dorfstraße, 14469 Potsdam; Flur 5, Flurstück 1 und 142/2 (52° 25′ 29,7″ N, 12° 56′ 19,9″ O) (52° 25′ 29,8″ N, 12° 56′ 20,2″ O) (52° 25′ 29,8″ N, 12° 56′ 21,1″ O)                                       | Winter-Linden (Tilia cordata) - Umfang: 390, 410 und 470 m                                                                                 | Landeskundliche Bedeutung, Eigenart und Seltenheit                                  | 8      |
| Fotos hochladen                         | Findling an der Nedlitzer Straße                      | Nedlitzer Straße / Ecke Am Golfplatz, 14469 Potsdam; Flur 1, Flurstück 480/7 (52° 25′ 37,6″ N, 13° 3′ 15,7″ O) | xenolithführender Granit, Abmaße von 2,1 × 2,0 × 1,3 m.                                                                                    | Wissenschaftliche und erdgeschichtliche Bedeutung, Eigenart und Seltenheit          | 9      |
| BW                                      | Stiel-Eiche in der ehemaligen Roten Kaserne           | Fritz-von-der-Lancken-Straße, 14469 Potsdam; Flur 1, Flurstück 293 (52° 25′ 37,8″ N, 13° 3′ 23,7″ O) | Stiel-Eiche (Quercus robur) - Umfang: 505 m                                                                                                | Landeskundliche und wissenschaftliche Bedeutung, Eigenart und Schönheit             | 10     |
| BW                                      | Gemeine Kiefer bei Sacrow                             | Straße nach Sacrow, 14476 Potsdam; Flur 2, Flurstück 63 (52° 26′ 9,6″ N, 13° 6′ 7,3″ O) | Kiefer (Pinus sylvestris) - Umfang: 315 m                                                                                                  | Wissenschaftliche Bedeutung, Seltenheit, Eigenart und Schönheit                     | 11     |
| BW                                      | Stiel-Eichen in Sacrow                                | Weinmeisterweg, 14469 Potsdam; Flur 2, Flurstück 63 (52° 25′ 53,7″ N, 13° 5′ 43,2″ O) (52° 25′ 53,2″ N, 13° 5′ 43,6″ O) (52° 25′ 52,6″ N, 13° 5′ 43,8″ O)                                                          | Stiel-Eichen (Quercus robur) - Umfang: 470, 560 und 650 m                                                                                  | Wissenschaftliche Bedeutung, Seltenheit, Eigenart und Schönheit                     | 12     |
| Fotos hochladen                         | Stiel-Eiche in Sacrow                                 | Krampnitzer Straße 17, 14469 Potsdam; Flur 3, Flurstück 44237 (52° 25′ 43,6″ N, 13° 5′ 22,4″ O) | Stiel-Eiche (Quercus robur) - Umfang: 600 m                                                                                                | Wissenschaftliche und landeskundliche Bedeutung, Seltenheit, Eigenart und Schönheit | 13     |
| Fotos hochladen                         | Stiel-Eiche in Sacrow                                 | Krampnitzer Straße, 14469 Potsdam; Flur 1, Flurstück 18 (52° 25′ 43″ N, 13° 5′ 47,8″ O) | Stiel-Eiche (Quercus robur) - Umfang: 575 m                                                                                                | Wissenschaftliche Bedeutung, Seltenheit, Eigenart und Schönheit                     | 14     |
| Weitere Bilder Fotos hochladen          | 1000-jährige Eiche, Stiel-Eiche im Schlosspark Sacrow | Krampnitzer Straße 33, 14469 Potsdam; Flur 1, Flurstück 118/14 (52° 25′ 39,2″ N, 13° 5′ 32,1″ O) | Stiel-Eiche (Quercus robur) - Umfang: 685 m                                                                                                | Wissenschaftliche und landeskundliche Bedeutung, Seltenheit, Eigenart und Schönheit | 15     |
| BW                                      | Rotbuche bei Sacrow                                   | Straße nach Sacrow, 14476 Potsdam; Flur 3, Flurstück 35 (52° 25′ 33,5″ N, 13° 4′ 54,4″ O) | Rotbuche (Fagus sylvatica) - Umfang: 405 m                                                                                                 | Wissenschaftliche Bedeutung, Eigenart und Schönheit                                 | 16     |
| BW                                      | Flatter-Ulme bei Golm                                 | Weg nach Bornim, 14469 Potsdam; Flur 1, Flurstück 90 (52° 25′ 6,6″ N, 12° 57′ 45,8″ O) | Flatter-Ulme (Ulmus laevis) - Umfang: 340 m                                                                                                | Wissenschaftliche Bedeutung, Seltenheit und Schönheit                               | 17     |
| Fotos hochladen                         | Findling in Bornstedt                                 | Fliederweg 6e, 14469 Potsdam; Flur 1, Flurstück 90 (52° 24′ 56″ N, 13° 1′ 52,1″ O) | Findling, ein Biotit-Gneis aus Hornblende-Granit                                                                                           | Wissenschaftliche und erdkundliche Bedeutung, Eigenart und Seltenheit               | 18     |
| BW                                      | Stiel-Eichen am Jungfernsee                           | Bertinistraße, 14467 Potsdam; Flur 1, Flurstück 275,276,730 (52° 25′ 47,7″ N, 13° 3′ 54″ O) (52° 25′ 45,5″ N, 13° 3′ 53,1″ O) (52° 25′ 43″ N, 13° 3′ 52,8″ O)                                                      | Stiel-Eiche (Quercus robur) - Umfang: 460, 515 und 590 m                                                                                   | Wissenschaftliche Bedeutung, Eigenart und Schönheit                                 | 19     |
| Fotos hochladen                         | Gemeine Eibe in der Nauener Vorstadt                  | Große Weinmeisterstraße 42, 14469 Potsdam; Flur 1, Flurstück 787 (52° 25′ 14,4″ N, 13° 3′ 55,7″ O) | Gemeine Eibe (Taxus baccata) - Umfang: 200 m                                                                                               | Landeskundliche Bedeutung, Eigenart und Schönheit                                   | 20     |
| BW                                      | Stiel-Eichen der „Angermanns Remise“                  | Esplanade, 14469 Potsdam; Flur 26, Flurstück 741, 743, 744, 769, 772 und 1168 (von) × (bis) | Stiel-Eichen (Quercus robur), Fläche 7.026 m²                                                                                              | Landeskundliche Bedeutung, Eigenart und Schönheit                                   | 21     |
| BW                                      | Rotbuche in der Nauener Vorstadt                      | Puschkinallee 17, 14467 Potsdam; Flur 1, Flurstück 191 (52° 25′ 1,2″ N, 13° 3′ 32,1″ O) | Rotbuche (Fagus sylvatica) - Umfang: 410 m                                                                                                 | Landeskundliche und wissenschaftliche Bedeutung, Eigenart und Schönheit             | 22     |
| BW                                      | Kaukasische Flügelnuss in der Nauener Vorstadt        | Große Weinmeisterstraße 48, 14469 Potsdam (52° 24′ 57,2″ N, 13° 3′ 48″ O) | Kaukasische Flügelnuss (Pterocaria fraxinifolia), musste im Jahre 2005 wegen stark eingeschränkter Verkehrssicherheit gefällt werden.      | Landeskundliche Bedeutung, Eigenart, Seltenheit und Schönheit                       | 23     |
| BW                                      | Sommer-Linde in der Nauener Vorstadt                  | Große Weinmeisterstraße 53, 14469 Potsdam; Flur 1, Flurstück 244 (52° 24′ 49,5″ N, 13° 3′ 43,3″ O) | Sommer-Linde (Tilia platyphyllos) | Landeskundliche Bedeutung, Eigenart und Schönheit                                   | 24     |
| Fotos hochladen                         | Findling nahe der Pappelallee                         | Eduard-Engel-Straße, 14469 Potsdam; Flur 26, Flurstück 293 (52° 24′ 40,6″ N, 13° 3′ 4,4″ O) | Findling, der sog. Wildschweinstein, ist ein biotitreicher Granit mit zentimetergroßen Feldspatkristallen, Abmaße von 2,57 × 2,3 × 1,38 m. | Wissenschaftliche und erdgeschichtliche Bedeutung, Eigenart und Seltenheit          | 25     |
| Fotos hochladen                         | Apfelbaum in der Alexandrowka                         | Alexandrowka, 14467 Potsdam; Flur 1, Flurstück 150/2 (52° 24′ 38,1″ N, 13° 3′ 28,9″ O) | Apfelbaum (Malus x domestica), Sorte „Borsdorfer Renette“ - Umfang: 260 m                                                                  | Landeskundliche und wissenschaftliche Bedeutung, Eigenart und Schönheit             | 26     |
| Fotos hochladen                         | Kaukasische Flügelnuß in der Berliner Vorstadt        | Berliner Straße 52, 14467 Potsdam; Flur 2, Flurstück 762 (52° 24′ 33,3″ N, 13° 4′ 47,2″ O) | Kaukasische Flügelnuss (Pterocaria fraxinifolia) - Umfang: 375 m                                                                           | Landeskundliche Bedeutung, Eigenart, Seltenheit und Schönheit                       | 27     |
| Fotos hochladen                         | Winter-Linde in der Hebbelstraße                      | Hebbelstraße 37, 14467 Potsdam; Flur 2, Flurstück 44336 (52° 24′ 19″ N, 13° 3′ 41,3″ O) | Winter-Linde (Tilia cordata) - Umfang: 350 m                                                                                               | Landeskundliche Bedeutung, Eigenart und Seltenheit                                  | 28     |
| Fotos hochladen                         | Stiel-Eiche auf dem Gelände der Schiffbauergasse      | Berliner Straße 28, 14467 Potsdam; Flur 2, Flurstück 899 (52° 24′ 16,5″ N, 13° 4′ 27,9″ O) | Stiel-Eiche (Quercus robur) - Umfang: 480 m                                                                                                | Landeskundliche und wissenschaftliche Bedeutung, Eigenart und Schönheit             | 29     |
| Fotos hochladen                         | Säulen-Eiche auf dem Bassinplatz                      | Bassinplatz, 14467 Potsdam; Flur 25, Flurstück 692 (52° 24′ 6,7″ N, 13° 3′ 43,8″ O) | Säuleneiche (Quercus robur 'Fastigiata') - Umfang: 600 m                                                                                   | Landeskundliche und wissenschaftliche Bedeutung, Eigenart und Schönheit             | 31     |
| Fotos hochladen                         | Säulen-Eiche auf dem Bassinplatz                      | Bassinplatz, 14467 Potsdam; Flur 25, Flurstück 692 (52° 24′ 7,3″ N, 13° 3′ 45,6″ O) | Säuleneiche (Quercus robur 'Fastigiata') - Umfang: 395 m                                                                                   | Landeskundliche und wissenschaftliche Bedeutung, Eigenart und Schönheit             | 32     |
| Weitere Bilder Fotos hochladen          | Ahornblättrige Platane in der Straße Am Kanal         | Am Kanal 71, 14467 Potsdam; Flur 25, Flurstück 649 (52° 23′ 56,3″ N, 13° 4′ 8,4″ O) | Ahornblättrige Platane (Platanus x acerifolia) - Umfang: 426 m                                                                             | Landeskundliche Bedeutung, Seltenheit und Schönheit                                 | 33     |
| BW                                      | Stiel-Eiche in der Henning-von-Tresckow-Straße        | Henning-von-Tresckow-Straße 7–8, 14467 Potsdam; Flur 25, Flurstück 568 (52° 23′ 40,4″ N, 13° 3′ 10,6″ O) | Stiel-Eiche (Quercus robur) - Umfang: 415 m                                                                                                | Landeskundliche und wissenschaftliche Bedeutung, Seltenheit und Schönheit           | 34     |
| BW                                      | Flatter-Ulme in der Brandenburger Vorstadt            | Geschwister-Scholl-Straße 52, 14471 Potsdam; Flur 22, Flurstück 69, 72/4 (52° 23′ 34,9″ N, 13° 1′ 21,3″ O) | Flatter-Ulme (Ulmus laevis) - Umfang: 450 m                                                                                                | Landeskundliche und wissenschaftliche Bedeutung, Seltenheit und Schönheit           | 35     |
| Fotos hochladen                         | Stiel-Eiche an der Babelsberger Straße                | Babelsberger Straße 1, 14473 Potsdam; Flur 4, Flurstück 83 (52° 23′ 34,7″ N, 13° 4′ 16,9″ O) | Stiel-Eiche (Quercus robur) - Umfang: 367 m                                                                                                | Landeskundliche und wissenschaftliche Bedeutung und Schönheit                       | 36     |
| BW                                      | Ahornblättrige Platanen auf dem Kiewitt               | Wielandstraße 21–25, 14471 Potsdam; Flur 23, Flurstück 65/8 (52° 23′ 25,3″ N, 13° 2′ 16,7″ O) (52° 23′ 25,2″ N, 13° 2′ 14,8″ O) (52° 23′ 25,1″ N, 13° 2′ 13,3″ O) (52° 23′ 24,9″ N, 13° 2′ 12,2″ O)                | Ahornblättrige Platane (Platanus x acerifolia) - Umfang: 340, 360, 394 und 405 m                                                           | Landeskundliche Bedeutung und Schönheit                                             | 37     |
| BW                                      | Sommer-Linde, Flatter-Ulmen in der Templiner Vorstadt | Templiner Straße 21, 14471 Potsdam; Flur 17, Flurstück 39/1, 345, 380 und 380 (52° 23′ 0,9″ N, 13° 2′ 49,9″ O); (52° 23′ 0,9″ N, 13° 2′ 47,6″ O) (52° 23′ 2,7″ N, 13° 2′ 48,9″ O) (52° 23′ 3,5″ N, 13° 2′ 48,7″ O) | Sommer-Linde, Flatter-Ulmen, Stammumfang von 385 cm (Sommer-Linde) - Umfang: 345, 380 und 380 m                                            | Landeskundliche und wissenschaftliche Bedeutung, Eigenart und Schönheit             | 38     |
| Fotos hochladen                         | Trauben-Eiche in der Templiner Vorstadt               | Paetowstraße, 14473 Potsdam; Flur 14, Flurstück 34/36 (52° 22′ 53,1″ N, 13° 3′ 7,4″ O) | Trauben-Eiche (Quercus petraea) - Umfang: 450 m                                                                                            | Wissenschaftliche Bedeutung, Eigenart und Schönheit                                 | 39     |
| Fotos hochladen                         | Zerr-Eichen in der Templiner Vorstadt                 | Paetowstraße, 14473 Potsdam; Flur 14, Flurstück 32 und 34 (52° 22′ 50,6″ N, 13° 3′ 3,4″ O) | Zerr-Eiche (Quercus cerris) - Umfang: 160 bis 295 m                                                                                        | Landeskundliche Bedeutung, Eigenart und Schönheit                                   | 40     |
| BW                                      | Apfelbäume im Wildpark                                | Wildpark, 14471 Potsdam; Flur 28, Flurstück 384 (52° 23′ 9,5″ N, 12° 59′ 58,3″ O) (52° 23′ 9″ N, 12° 59′ 59,1″ O)                                                                                                  | Apfelbaum (Malus x domestica) - Umfang: 200 bis 250 m                                                                                      | Landeskundliche und wissenschaftliche Bedeutung, Eigenart und Schönheit             | 41     |
| BW                                      | Silber-Weiden-Reihen am Horstweg                      | Horstweg / Ecke An den Kopfweiden, 14482 Potsdam; Flur 8, Flurstück 6/30, 9/1, 9/6, 14 (52° 22′ 54,3″ N, 13° 5′ 10,4″ O)                                                                                           | Silber-Weiden (Salix alba) - Umfang: 410 bis 450 m                                                                                         | Landeskundliche Bedeutung und Seltenheit                                            | 42     |
| BW                                      | Schwarz-Pappel am Templiner See                       | Templiner Straße 100, 14473 Potsdam; Flur, Flurstück (52° 21′ 56″ N, 13° 1′ 47,3″ O) | Schwarz-Pappel (Populus nigra), musste im Jahre 2011 wegen stark eingeschränkter Verkehrssicherheit gefällt werden.                        |                                                                                     | 43     |
| BW                                      | Schwarz-Pappeln auf der Halbinsel Templin             | Küsselstraße, 14473 Potsdam; Flur 30, Flurstück 42491 (52° 21′ 43,6″ N, 13° 1′ 19,4″ O) (52° 21′ 42,9″ N, 13° 1′ 18,7″ O) (52° 21′ 43,3″ N, 13° 1′ 20,2″ O) (52° 21′ 42,4″ N, 13° 1′ 22,4″ O)                      | Schwarz-Pappel (Populus nigra) - Umfang: 305 bis 435 m                                                                                     | Wissenschaftliche Bedeutung, Eigenart und Seltenheit                                | 44     |
| BW                                      | Gehölzgruppe in der Waldstadt                         | Am Fenn, 14478 Potsdam; Flur 11, Flurstück 66 (52° 22′ 12,2″ N, 13° 5′ 51,5″ O) | Fläche 13.200 m² | Wissenschaftlichen und naturgeschichtlichen Bedeutung sowie Seltenheit              | 45     |
| BW                                      | Rotbuche in Klein Glienicke                           | Mövenstraße 2, 14482 Potsdam; Flur 22, Flurstück 44208 (52° 24′ 44,6″ N, 13° 5′ 54,6″ O) | Rotbuche (Fagus sylvatica) - Umfang: 400 m                                                                                                 | Landeskundliche und wissenschaftliche Bedeutung, Eigenart und Schönheit             | 46     |
| Fotos hochladen                         | Ahornblättrige Platane in Klein Glienicke             | Griebnitzstraße 3, 14482 Potsdam; Flur 22, Flurstück 102 (52° 24′ 30,3″ N, 13° 6′ 20,6″ O) | Ahornblättrige Platane (Platanus x acerifolia) - Umfang: 455 m                                                                             | Landeskundliche Bedeutung, Eigenart und Schönheit                                   | 47     |
| Fotos hochladen                         | Blutbuche in Babelsberg Nord                          | Karl-Marx-Straße 18, 14482 Potsdam; Flur 23, Flurstück 285 (52° 24′ 7,3″ N, 13° 6′ 43,6″ O) | Blut-Buche (Fagus sylvatica purpurea) - Umfang: 417 m                                                                                      | Landeskundliche und wissenschaftliche Bedeutung, Eigenart und Schönheit             | 48     |
| Fotos hochladen                         | Blutbuche in Babelsberg Nord                          | Virchowstraße 33, 14482 Potsdam; Flur 23, Flurstück 226/4 (52° 24′ 2,2″ N, 13° 7′ 0″ O) | Blut-Buche (Fagus sylvatica purpurea) - Umfang: 400 m                                                                                      | Landeskundliche und wissenschaftliche Bedeutung, Eigenart und Schönheit             | 49     |
| Fotos hochladen                         | Stiel-Eiche in Babelsberg Nord                        | Karl-Marx-Straße 58, 14482 Potsdam; Flur 23, Flurstück 296 (52° 23′ 55,2″ N, 13° 6′ 59,5″ O) | Stiel-Eiche (Fagus sylvatica purpurea) - Umfang: 396 m                                                                                     | Wissenschaftliche Bedeutung und Eigenart                                            | 50     |
| Fotos hochladen                         | Riesen-Lebensbäume in Babelsberg Nord                 | Stubenrauchstraße 11, 14482 Potsdam; Flur 4, Flurstück 145 (von) × (bis) | Riesen-Lebensbaum (Thuja plicata) - Umfang: 137 bis 210 m                                                                                  | Wissenschaftliche Bedeutung, Eigenart und Seltenheit                                | 51     |
| Fotos hochladen                         | Weißer Maulbeerbaum in Babelsberg Nord                | Weberplatz / Ecke Lutherstraße, 14482 Potsdam; Flur 1, Flurstück 834 (52° 23′ 40″ N, 13° 5′ 42,4″ O) | Weiße Maulbeere (Morus alba) - Umfang: 370 m                                                                                               | Landeskundliche Bedeutung und Eigenart                                              | 52     |
| Fotos hochladen                         | Winter-Linde in Babelsberg Nord                       | Weberplatz, an der Kirche vor der Sakristei, 14482 Potsdam; Flur 1, Flurstück 834 (52° 23′ 38,9″ N, 13° 5′ 45,3″ O)                                                                                                | Winter-Linde (Tilia cordata) - Umfang: 380 m                                                                                               | Landeskundliche Bedeutung, Schönheit und Eigenart                                   | 53     |
| BW                                      | Stiel-Eiche in Babelsberg Nord                        | Karl-Liebknecht-Straße 135, 14482 Potsdam; Flur 1, Flurstück 1058 (52° 23′ 33,6″ N, 13° 5′ 27,9″ O) | Stiel-Eiche (Quercus robur) - Umfang: 343 m                                                                                                | Landeskundliche und wissenschaftliche Bedeutung                                     | 54     |
| Fotos hochladen                         | Findling in Babelsberg Süd                            | Willi-Frohwein-Platz, Großbeerenstraße / Ecke Pestalozzistraße, 14482 Potsdam; Flur 11, Flurstück 70 (52° 23′ 14″ N, 13° 6′ 11,2″ O)                                                                               | Findling aus Granit, Abmaße von 2,34 × 1,92 × 1,2 m.                                                                                       | Wissenschaftliche und erdgeschichtliche Bedeutung, Eigenart und Seltenheit          | 55     |
| Fotos hochladen                         | Stiel-Eiche in Babelsberg Süd                         | Großbeerenstraße 135, 14482 Potsdam; Flur 10, Flurstück 587 (52° 23′ 8,2″ N, 13° 6′ 33,3″ O) | Stiel-Eiche (Quercus robur) - Umfang: 345 m                                                                                                | Wissenschaftliche Bedeutung und Schönheit                                           | 56     |
| Fotos hochladen                         | Flatter-Ulme in Babelsberg Süd                        | Großbeerenstraße 140, 14482 Potsdam; Flur 10, Flurstück 98 (52° 23′ 8,9″ N, 13° 6′ 35,7″ O) | Flatter-Ulme (Ulmus laevis) - Umfang: 320 m                                                                                                | Landeskundliche und wissenschaftliche Bedeutung                                     | 57     |
| Fotos hochladen                         | Silber-Pappel in Babelsberg Süd                       | Wetzlarer Straße / Ecke Orenstein & Koppel Straße auf dem Grundstück des ViP Verkehrshofes, 14482 Potsdam; Flur 9, Flurstück 6 (52° 22′ 39,3″ N, 13° 6′ 56,4″ O)                                                   | Silber-Pappel (Populus alba) - Umfang: 400 m                                                                                               | Wissenschaftliche Bedeutung, Eigenart, Seltenheit und Schönheit                     | 58     |